# Рогата дрварица
Рогата дрварица или само дрварица (лат. Xylaria hypoxylon) јесте сапрофитна врста гљиве која расте на мртвом листопадном, ређе четинарском дрвећу током читаве године. Веома честа врста. Расте појединачно или у групи. На енглеском језику име јој носи јелењи рогови, управо због карактеристичног изгледа плодног тела који заиста подсећа на јелење рогове.

## Опис плодног тела
плодно тело (анаморф) је високо од 3 - 8цм, разгранато у најчешће у облику јеленских рогова. Гране су пречника 0,2-0,6цм. Донји део грана подсећа на дршку која је спољоштенија од остатка плодног тела. Гране су црне боје, док су врхови посути беличастим конидијама. Месо је плутасто и еластично. Телеоморф се састоји од црне строме које се не грана. Веома се ретко среће у природи и у литератури нема пуно података. Није јестива врста.

## Микроскопија
Споре су 11-16x5-6µm, бубрежастог обика, глатке. Са стране имају пукотину. Отисак спора је црне боје. Аскуси су цилиндрични, са 8 спора. Парафизе цилиндричне до кончасте. Врхови аскуса поплаве у додиру са Малцеровим реагенсом

## Сличне врсте
Како је облик плодног тела веома варијабилан, може се помешати са мртвачким прстима или ђавољим прстима (лат. Xylaria polymorpha), међутим они су скроз црне боје и не гранају се, имају облик буздована.